# Antigua cárcel de Umeå
La antigua cárcel de Umeå o la antigua celda del Departamento de Västerbotten se inauguró en 1861, como una de las 20 cárceles del Departamento diseñadas por Wilhelm Theodor Anckarsvärd que era el arquitecto de la Dirección del Centro Penitenciario en los años 1855-1877. Esas cárceles se construyeron con el sistema americano de Philadelphia como modelo, lo cual entre otros conllevó a que celdas comunes se transformaron en celdas individuales, donde los presos pudieran crear su destino.  En total se distribuyeron en 24 celdas repartidas en dos pisos, ubicados al lado de las paredes para que todas pudieran recibir la luz del día. También algunas celdas se dejaron para oficinas, y viviendas lo cual fue una de las pocas que se salvaron del incendio de la ciudad en 1888.  

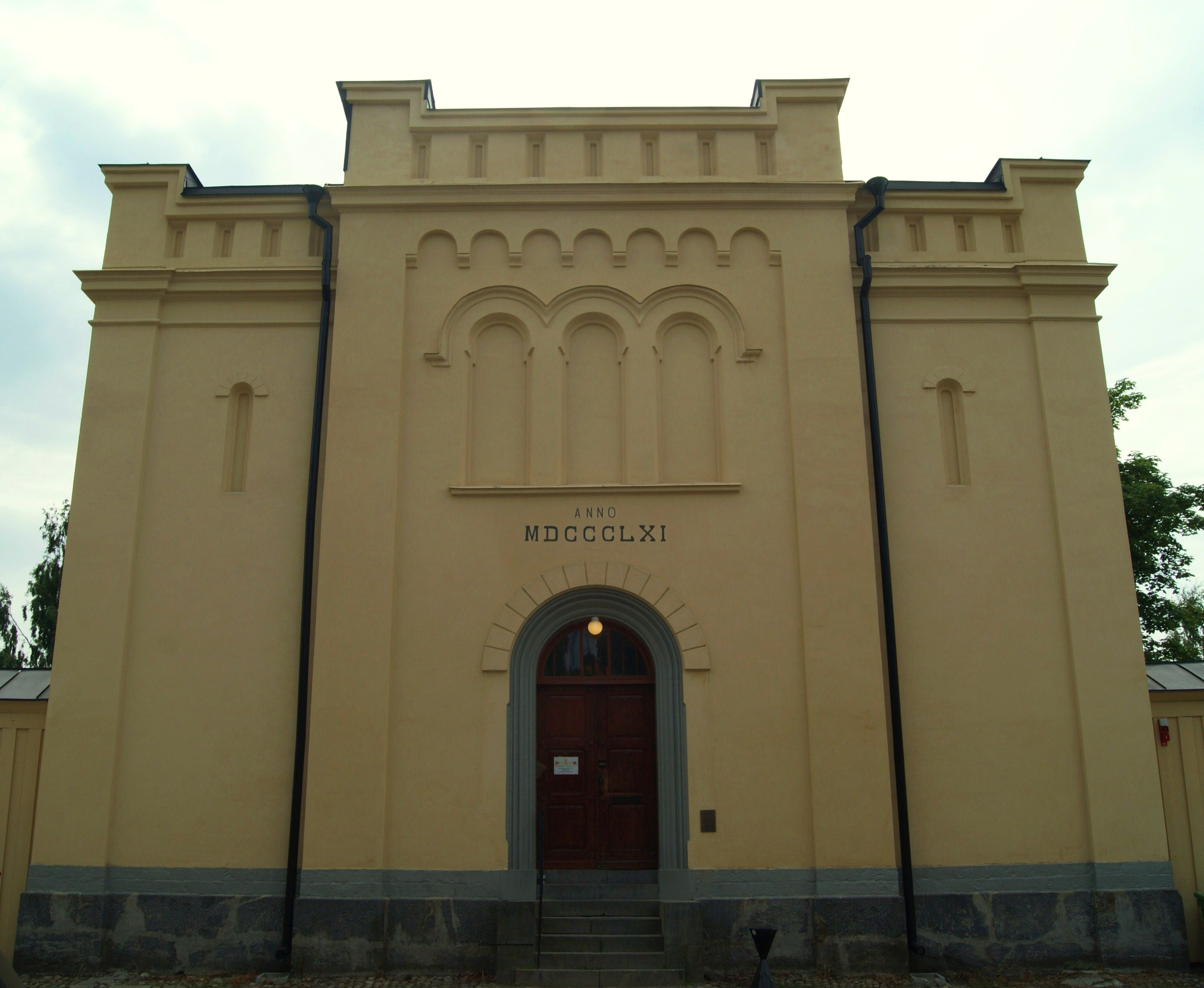
La fotografía muestra la fachada de la Cárcel (en piedra pintada) ubicada frente a la calle de Storgatan (Calle grande)

Uno de los presos más conocidos que han estado en esta cárcel es el Jefe de redacción de la época, del periódico local Västerbottens-Kurirens, Gustav Rosén (1876-1942) que en un artículo denunció al fiscal de la nación de haber cometido soborno.  Rosén fue juzgado en 1916 a 3 meses de cárcel por Injuria.
La Cárcel vieja que es actualmente la  casa de piedra  conservada más antigua y una de las mejores protegidas del país, se puso en uso en 1981 cuando la Cárcel nueva de Umeå estuvo terminada.
La Cárcel es hoy propiedad del Consejo Nacional de Propiedades y se le dio el estatus nacional de Casa Patrimonio del país en 1992.